# Bloqueig (pel·lícula)
|  | Per a altres significats, vegeu «Bloqueig». |

Bloqueig (Blockade) és una pel·lícula estatunidenca dirigida per William Dieterle el 1938. Està doblada al català.

## Argument
Un senzill camperol és forçat a agafar les armes per defensar la seva granja durant la Guerra Civil espanyola. Pel camí s'enamora d'una russa el pare de la qual és un espia.

## Repartiment
- Madeleine Carroll (Norma)
- Henry Fonda (Marco)
- Leo Carrillo (Luis)
- John Halliday (Andre Gallinet)
- Vladimir Sokoloff (Basil)
- Robert Warwick (General Vallejo)
- Reginald Denny (Edward Grant)
- Peter Godfrey (mag)
- Fred Kohler (Pietro)
- Carlos De Valdez (alcalde del Rio)
- Nick Thompson (Seppo)
- William B. Davidson (commandant)

## Nominació
- Oscar a la millor banda sonora 1938